# Cadillac
«Кадилак» |ˈkædɨlæk| — марка автомобілів класу «люкс», яка належить концерну General Motors. Автомобілі Cadillac продаються більш ніж у 50-ох країнах світу, основний їхній ринок — Північна Америка.
У наш час[коли?] Cadillac — другий по старшинству американський автовиробник після Buick і одна з найстаріших автомобільних марок у світі.
Cadillac був заснований у 1902 році, на зорі XX століття. Його засновник, Генрі Ліланд, головний механік та підприємець, назвав компанію на честь свого пращура, засновника автомобільної столиці США, міста Детройт — Антуана Ломе де Ла Мот-Кадильяка.
З 1909 року автомобільна марка «Кадилак» належить концерну «General Motors». Протягом 6 років до цього «Кадилак» заклав основи сучасного масового виробництва автомобілів, продемонструвавши повну взаємозамінність їхніх точних деталей та зарекомендувавши себе найпершою американською маркою машин найвищого класу. Під маркою «Кадилак» було розроблено три двигуна, один із яких, V8, задав стандарт для американської автопромисловості. У результаті цього Cadillac став першою американською машиною, що виграла престижну гонку Дьюар Трофі, яку проводив Королівський Автомобільний клуб Великої Британії та висунув гасло «Стандарт для всього світу». Модель Cadillac V16 стала першою серійною моделлю з 16-циліндровим мотором.

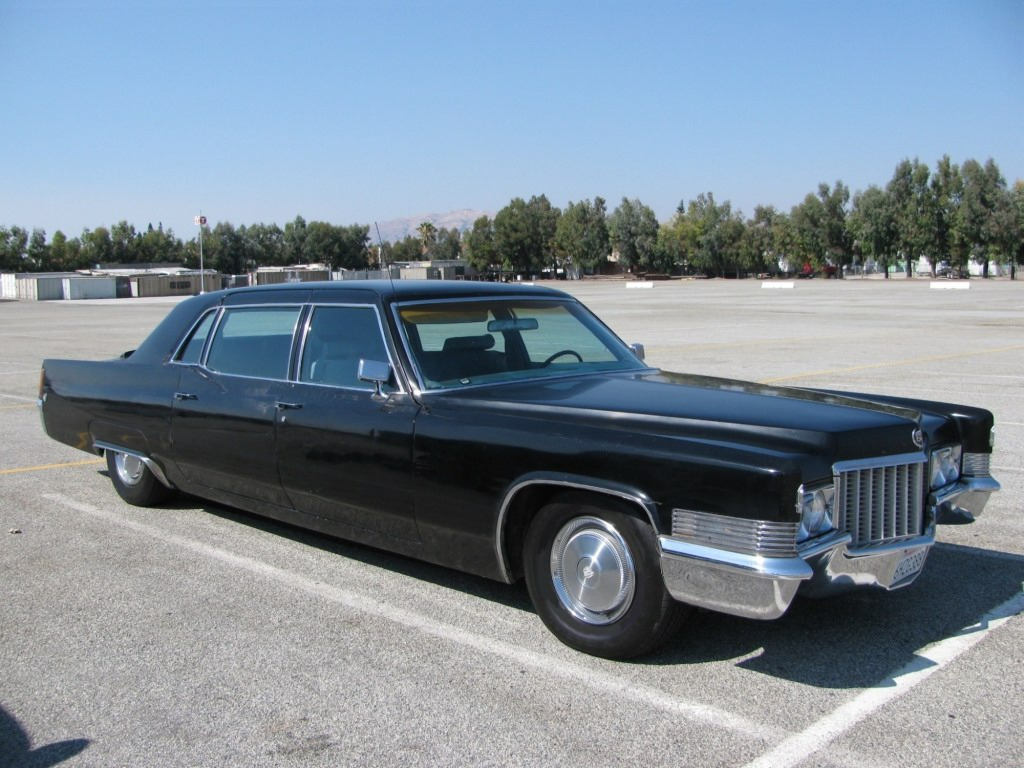
Cadillac Fleetwood 1970

## Історія
Засновники фірми «Кадилак» — інженер з точних машин Генрі Ліланд і підприємець Вільям Мерфі. Генрі Ліланд працював механіком на збройовому арсеналі в Спрінгфілді під час Громадянської Війни. Потім він став механіком-конструктором на заводі «Браун і Шарп» (Browne & Sharpe). Після переїзду заводу в Детройт цей підприємець заснував компанію «Ліланд і Фолкнер» (Leland and Faulconer), яка займалася литтям і штампуванням металу, виробляла автомобільні двигуни і елементи шасі.
«Кадилак» була сформована на уламках «Автомобільної компанії Детройта», яка після того, як з неї в 1902 пішли Генрі Форд і кілька його ключових партнерів, збанкрутувала і підлягала ліквідації. Для ліквідації активів фірми фінансові покровителі Форда, Вільям Мерфі та Лемюель Боуен (William Murphy and Lemuel Bowen) звернулися до інженера Генрі М. Ліланд і виробничій фірмі «Ліланд і Фолкнер», щоб оцінити завод і обладнання перед продажем. Замість цього Ліланд переконав їх продовжити автомобільний бізнес, використовуючи готовий одноциліндровий двигун Ліланда.
З відходом Форда треба було змінити назву фірми, і 22 серпня 1902 р компанія була перейменована в «Автомобільну компанію Кадилак» (Cadillac Motor Car Company) в честь французького дослідника і колоніального адміністратора XVII століття Антуана Ломе де Ла Мот-Кадільяка, що в 1701 році заснував Детройт.

## Модельний ряд

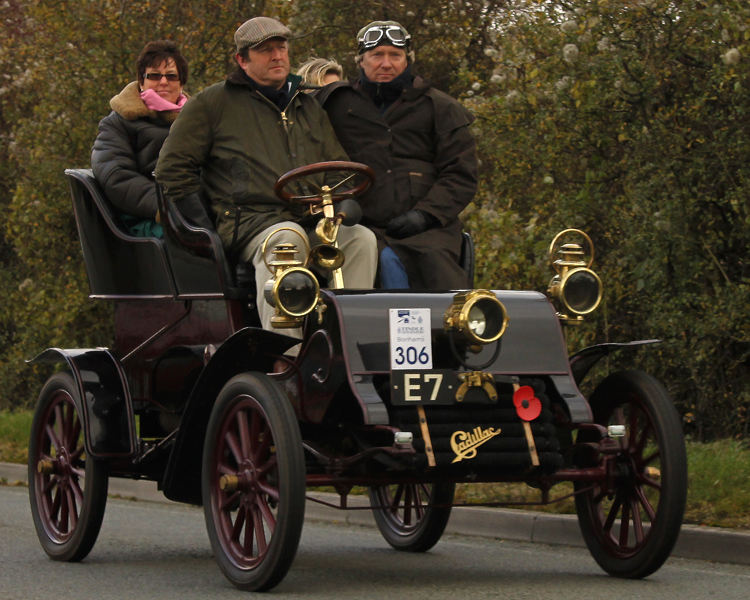
Cadillac 6 1/2HP Tonneau 1903
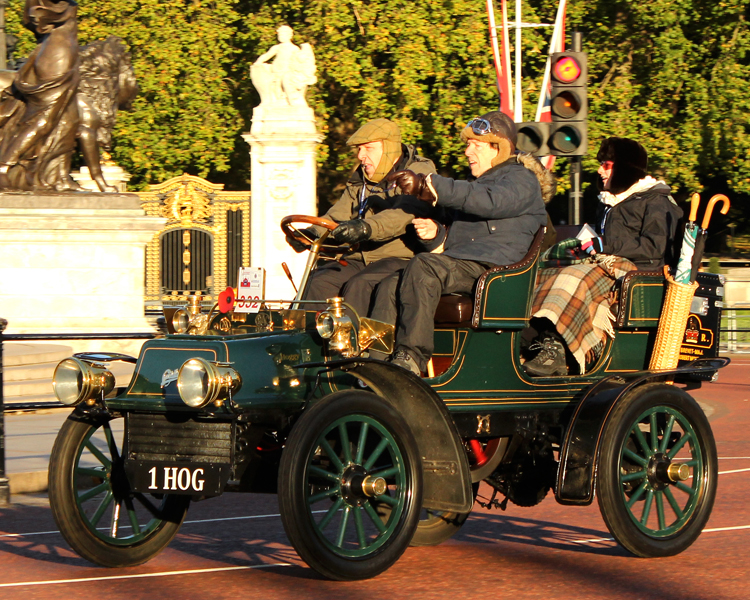
Cadillac 8 1/4HP Surrey 1904
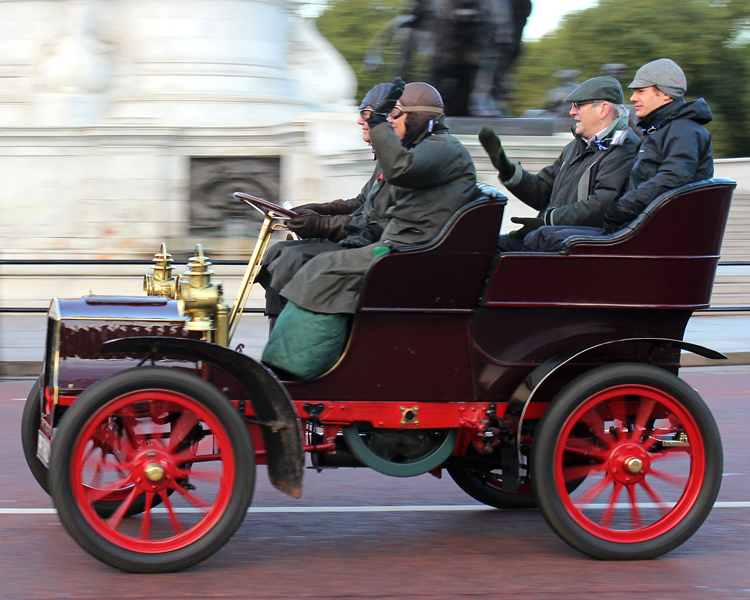
Cadillac 10HP Tonneau 1904
Cadillac 6 1/2HP Rear-entrancetonneau 1904
Cadillac 8 1/4HP Detachable-toplimousine 1904
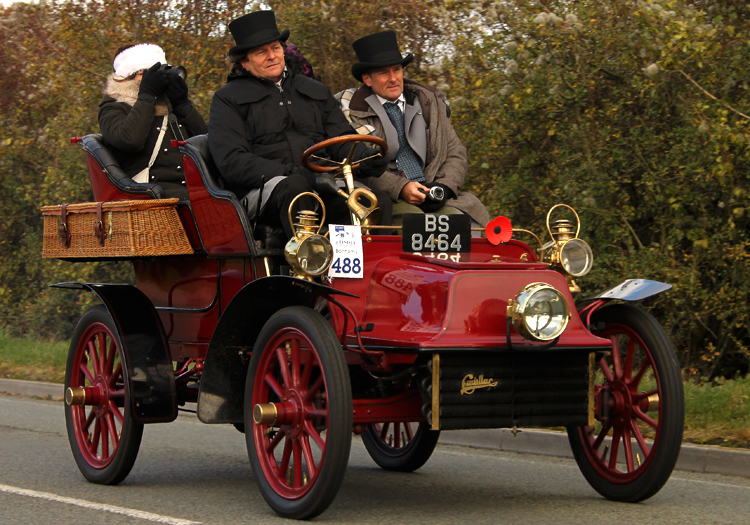
Cadillac 8 1/4HP Tonneau 1904
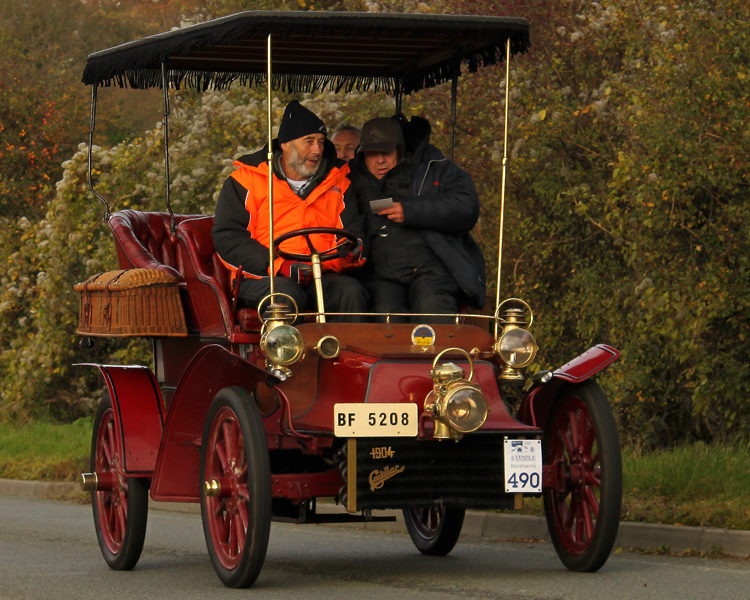
Cadillac 8 1/4HP Tonneau 1904
Cadillac 8 1/2HP Tonneau 1904
Cadillac 10HP Tonneau 1904
Cadillac 9HP Limousine
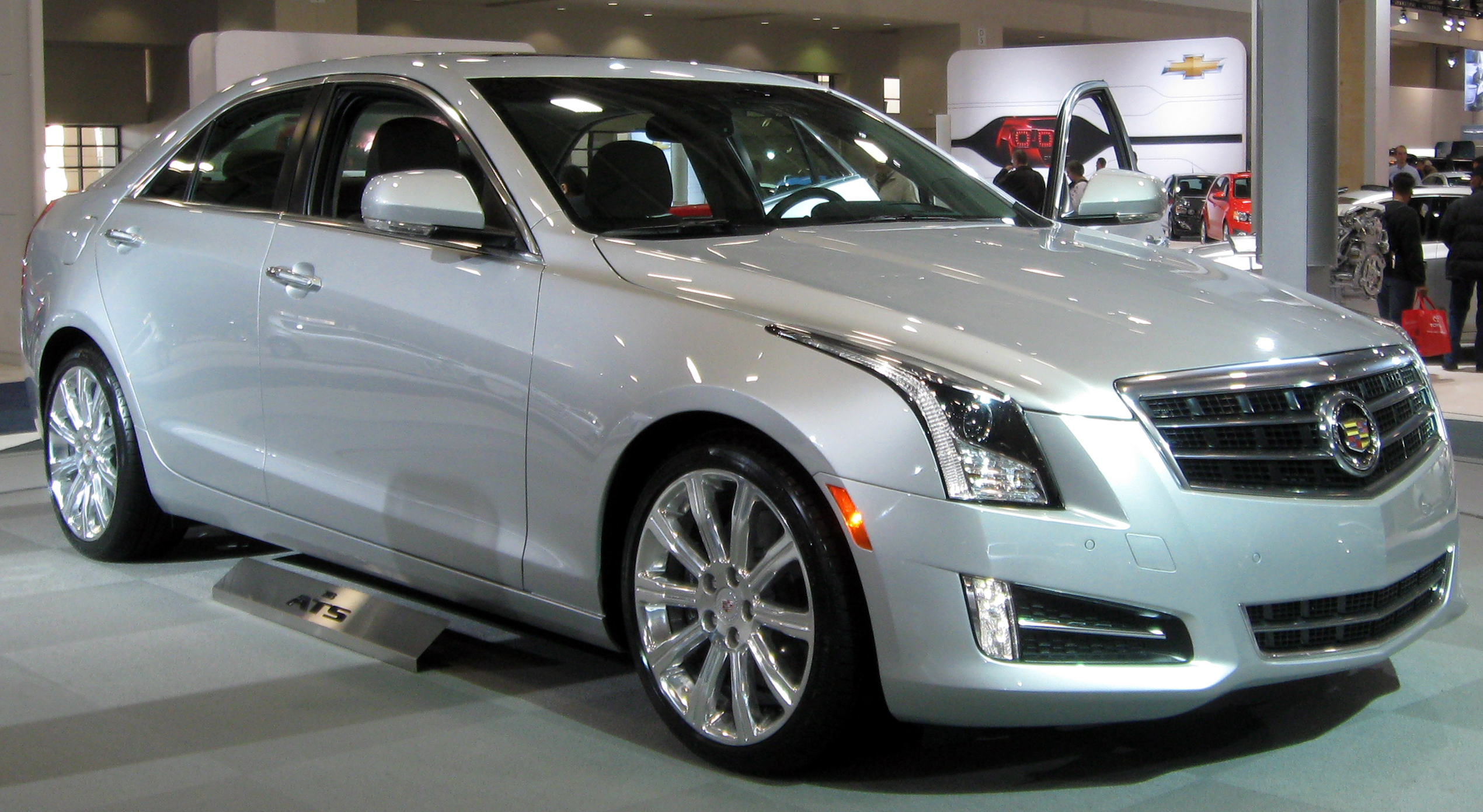
Cadillac ATS
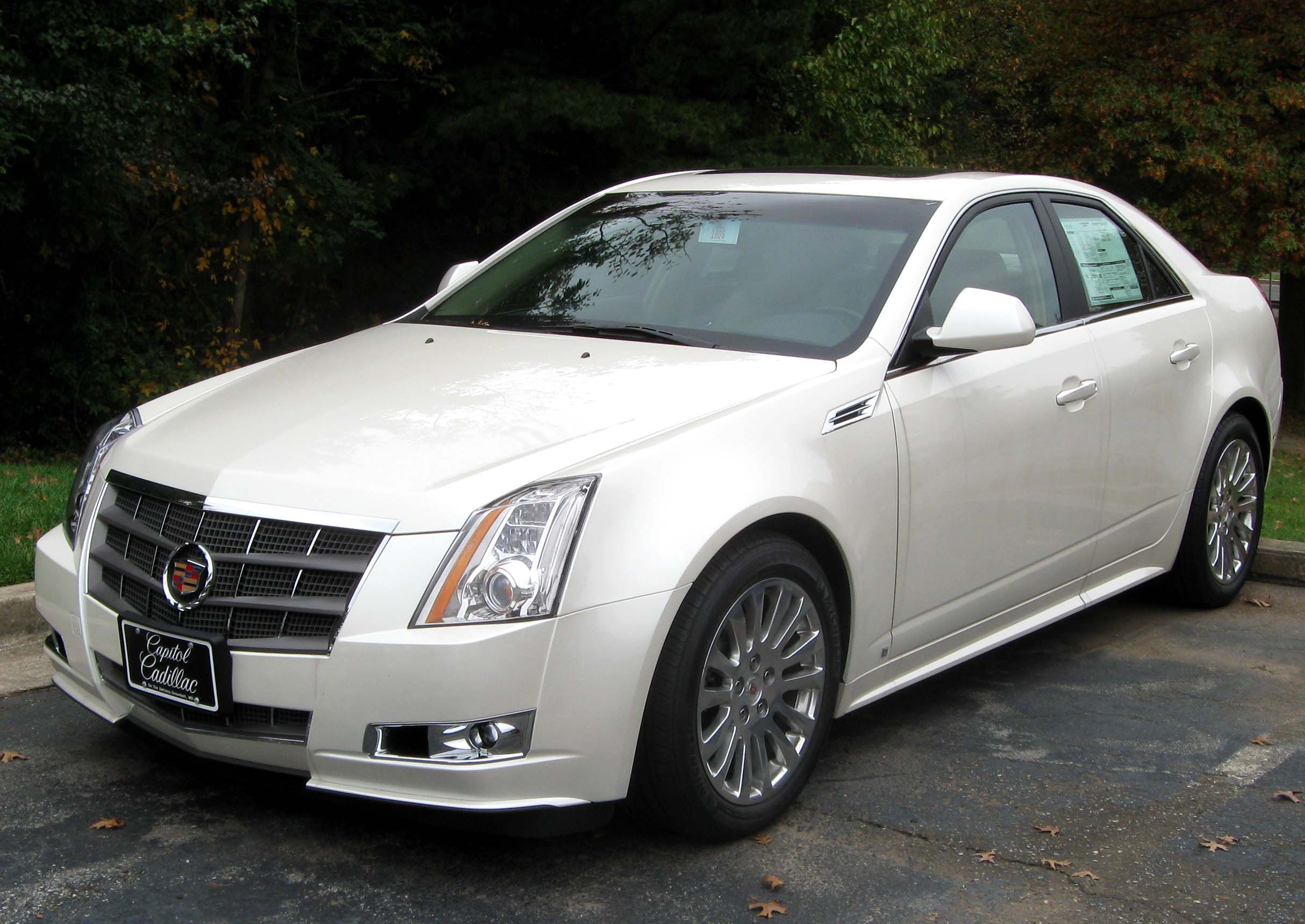
Cadillac CTS
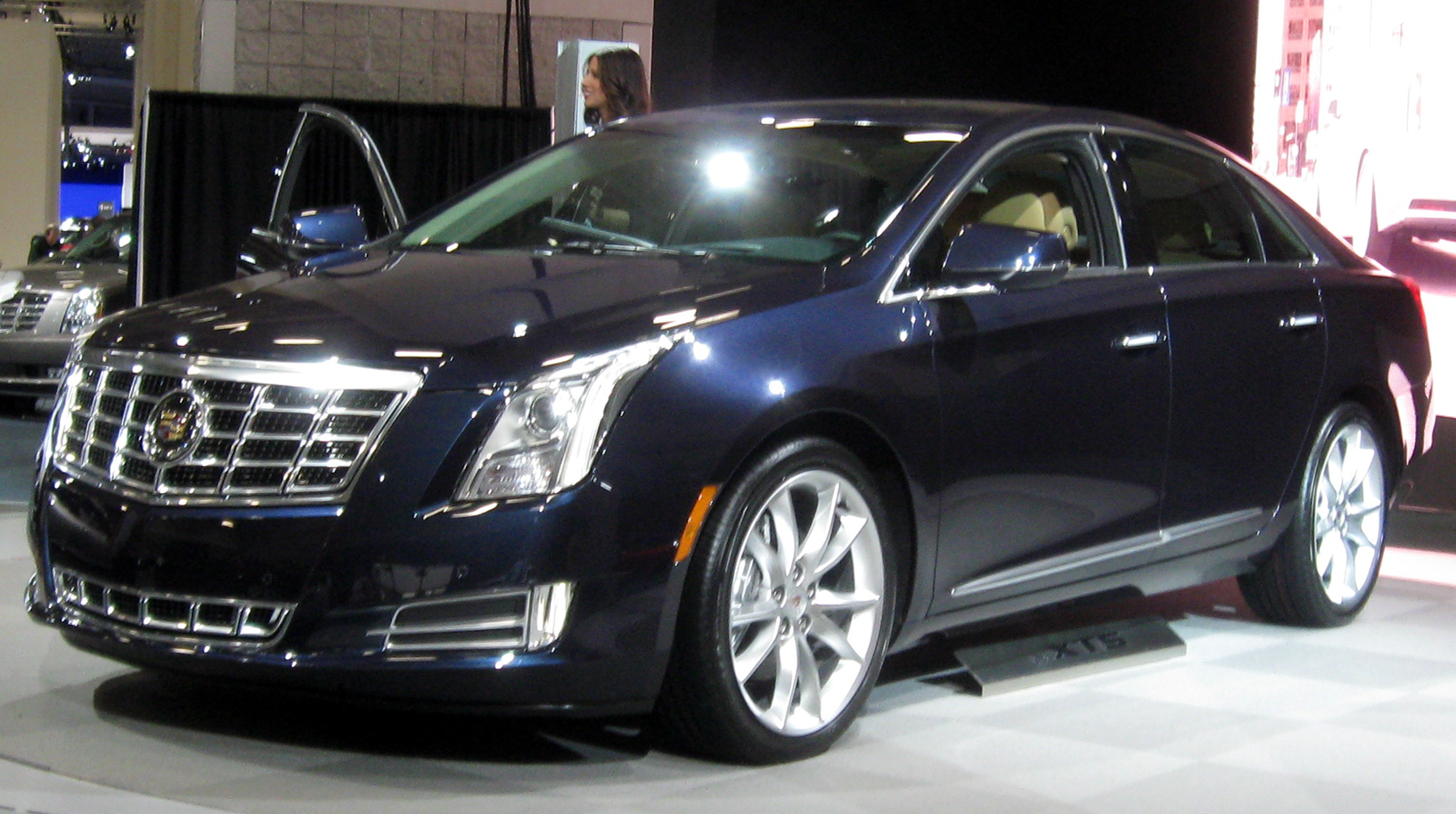
Cadillac XTS
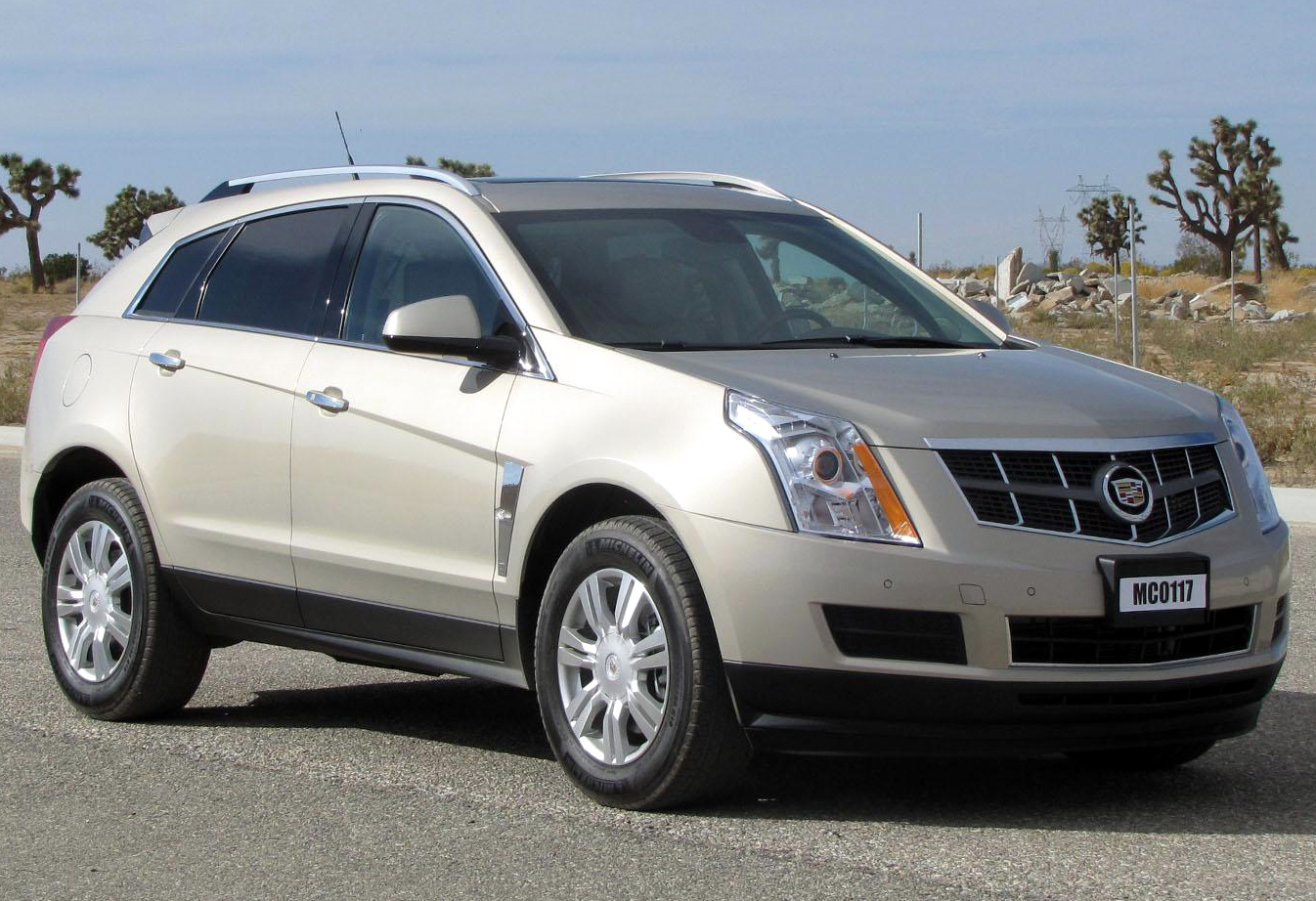
Cadillac SRX
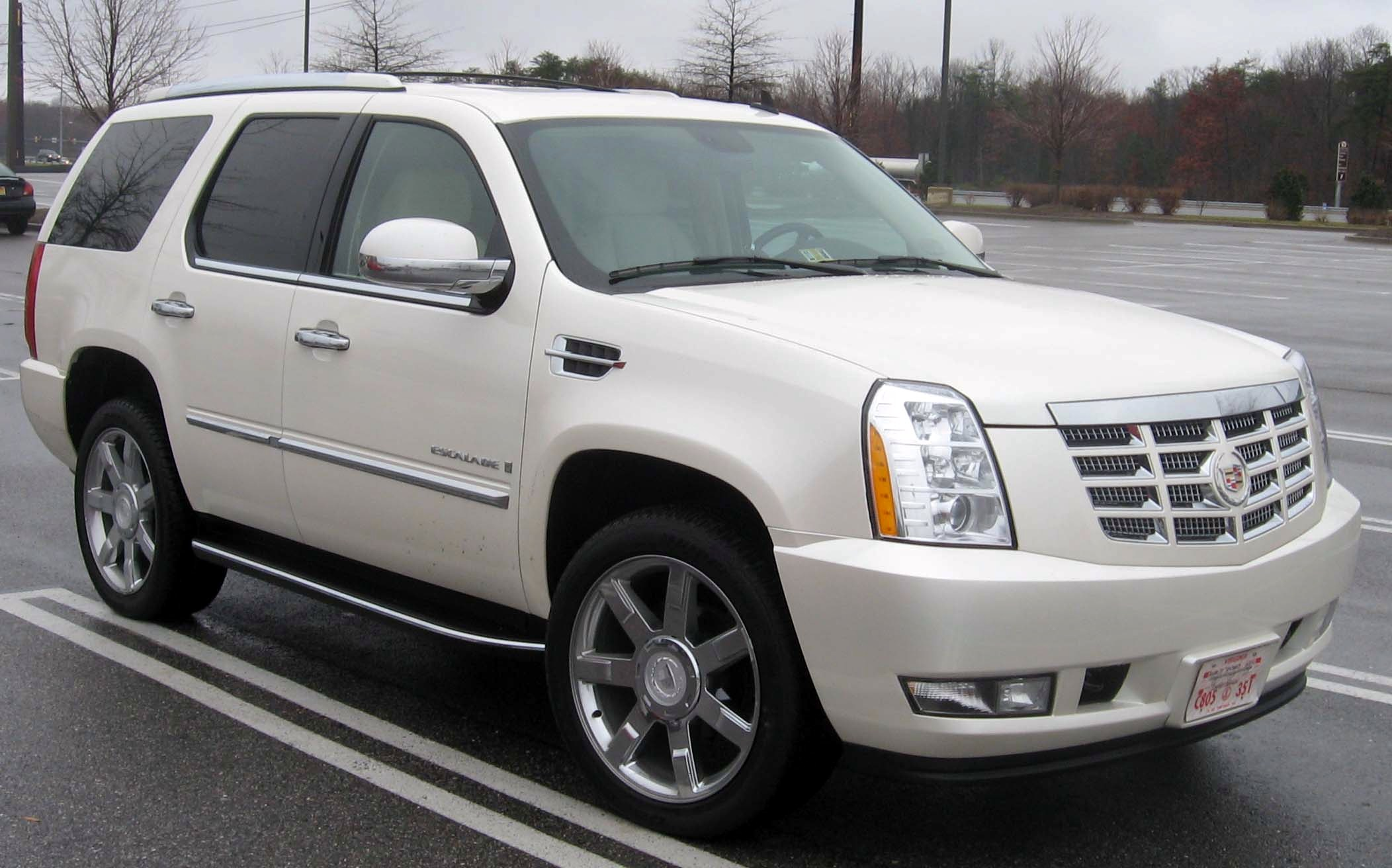
Cadillac Escalade